# Parcela de lăcrămioare de lângă Dăncăuți
Parcela de lăcrămioare de lângă Dăncăuți  (în ucraineană Ділянка конвалії) este o arie protejată de importanță locală din raionul Hotin, regiunea Cernăuți (Ucraina), situată la sud de satul Dăncăuți. Este administrată de întreprinderea de stat „Silvicultura Hotin” (parcelele1/9).
Suprafața ariei protejate constituie 3 hectare, fiind creată în anul 1979 prin decizia comitetului executiv regional. Statutul a fost atribuit conservării unei porțiuni de lăcrămioară, ca plantă medicinală valoroasă. Aria este situată într-o pădure de stejar.